# Chiến thuật cắt lát salami
Chiến thuật cắt lát salami đồng nghĩa với Chiến thuật tằm ăn dâu là một cách thức, những mục đích lớn bằng những bước tiến nhỏ, hay những đòi hỏi nhỏ từ từ đạt tới.

## Áp dụng
- Trong lãnh vực quản lý dự án với chiến thuật này, một nhiệm vụ lớn khó quản lý có thể được chia ra làm nhiều công việc nhỏ, dễ quy định trách nhiệm và dễ xử lý hơn, rồi cứ thế thực hiện các công việc theo thứ tự.[3]
- Trong lãnh vực chính trị (thí dụ thương lượng về lương bổng) từ này thường có nghĩa xấu, ám chỉ lối thương lương của một phe, mà không muốn có sự thay đổi. Phe đó chỉ chấp nhận những nhượng bộ nhỏ nhất, để mà kéo dài cuộc đàm phán làm cho đối thủ mệt mỏi.[4]
- Đó cũng có thể là một chiến lược, để đạt được những mục tiêu, mà gây nhiều vấn đề vì không được ưa chuộng. Nó được thực hiện trong một thời gian dài, bằng những thay đổi nhỏ hầu như không được để ý tới, và như vậy được đa số chấp nhận.[5]
- Một trong những áp dụng khác, mà chiến thuật này hay được sử dụng là việc thú lộ từng phần sự thật. Một người khi bị áp lực của quần chúng, thường chỉ tiết lộ phần nào đó những sai lầm về việc vi phạm luật pháp hay đạo đức, cái mà người ta đã chứng minh ra, hay cho đó là có lợi cho mình trong hoàn cảnh này.[6]